# سونيا كيز
سونيا كيز (بالإنجليزية: Sonia Keys)‏ هي عالمة فلك أمريكية، ولدت في 1961، وتوفيت في 13 أغسطس 2018.